# Lubret-Saint-Luc
Lubret-Saint-Luc är en kommun i departementet Hautes-Pyrénées i regionen Occitanien i sydvästra Frankrike. Kommunen ligger i kantonen Trie-sur-Baïse som tillhör arrondissementet Tarbes. År 2022 hade Lubret-Saint-Luc 61 invånare.

## Befolkningsutveckling
Antalet invånare i kommunen Lubret-Saint-Luc
| Referens: INSEE |